# 沃洛希納 (佩列梅什利亞內區)
49°37′34″N 24°13′24″E / 49.62611°N 24.22333°E

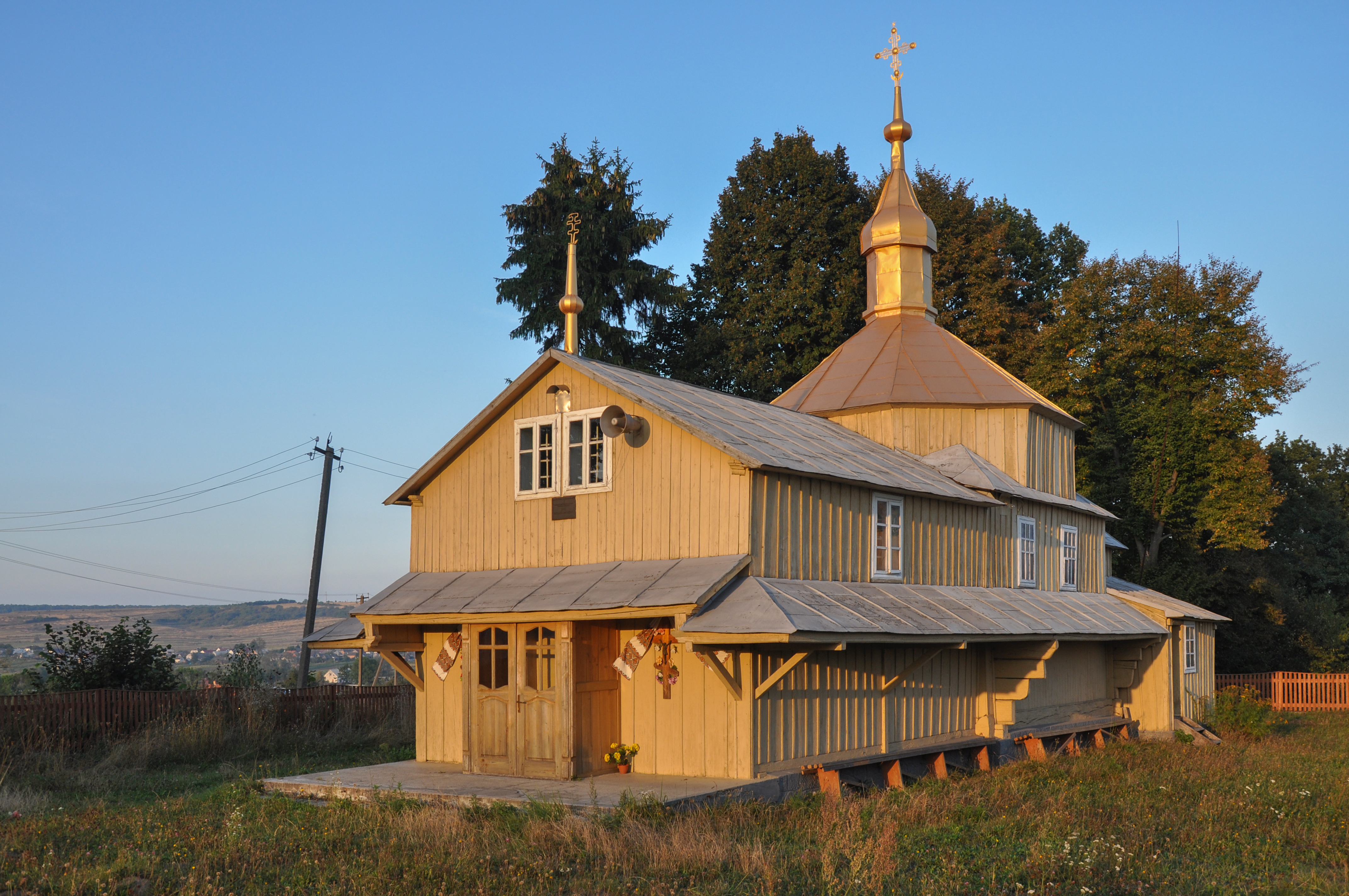

沃洛希納（烏克蘭語：Волощина），是烏克蘭西部的村莊，隸屬利維夫州的利維夫區。該村面積2.77平方公里，海拔高度283米，2022年人口627，人口密度每平方公里226.35人。